# ECA (drog)
ECA, eller "ECA stack", är ett kombinationspreparat med efedrin, koffein och aspirin (Ephedrine, Caffeine and Aspirin). Denna typ av preparat har tidigare sålts som kosttillskott, men försäljningen är numera olaglig i de flesta länder efter att efedrin klassats som läkemedel.

## Användningsområde
Användning av denna kombination av preparat förekommer i muskelbyggarkretsar för fettförbränning vid så kallad "deffning". Preparatet verkar stimulerande och aptitsänkande. Allvarliga biverkningar av efedrinet förekommer, och kan förstärkas av koffeinet. Personer med hjärtsjukdom eller högt blodtryck löper särskilt stor risk vid användning.